# 顶生金花茶
顶生金花茶（学名：Camellia pinggaoensis var. terminalis）是山茶科山茶属平果金花茶的变种。分布在中国大陆的广西等地，生长于海拔350米的地区，一般生于石灰岩山地常绿林下，目前尚未由人工引种栽培。